# SodinPro
，是於2004年建立的多明尼加非營利音樂協會，總部設立在聖多明哥。協會是國際唱片業協會的成員，負責製作官方音樂排行榜的製作。

## 外部連結
- 官方网站